# Ann-Christin Ahlberg
Ann-Christin Ahlberg, född 27 september 1957 i Caroli församling i Borås, är en svensk politiker (socialdemokrat). Hon är ordinarie riksdagsledamot sedan 2006 (dessförinnan tjänstgörande ersättare 2005–2006), invald för Västra Götalands läns södra valkrets.

## Biografi
Till yrket är Ahlberg barnskötare. Hon är bosatt i Borås, gift och har två vuxna barn.

### Riksdagsledamot
Ahlberg kandiderade i riksdagsvalet 2002 och blev ersättare. Hon var tjänstgörande ersättare i riksdagen för Sonja Fransson under perioden 18 januari 2005–31 juli 2006 och utsågs till ny ordinarie riksdagsledamot från och med 1 augusti 2006 sedan Fransson avsagt sig sitt uppdrag.
I riksdagen var Ahlberg ledamot i arbetsmarknadsutskottet 2006–2018 och är ledamot i socialutskottet sedan 2018. Hon är eller har varit suppleant i bland annat arbetsmarknadsutskottet, försvarsutskottet, socialförsäkringsutskottet och OSSE-delegationen.